# Astrattismo classico
L'espressione astrattismo classico si riferisce al gruppo di artisti astratti fiorentini che si formò nell'immediato dopoguerra ispirato al fervore di rinnovamento nello spirito della liberazione e della ricostruzione, parallelo ai movimenti di Forma 1' di Roma e MAC di Milano con i quali fu in contatto e condivise alcune istanze. All'inizio il movimento si denominò Arte d'Oggi e dopo tre discusse mostre a Firenze nel maggio 1945, marzo 1948, giugno 1949, nel 1950 fu pubblicato il Manifesto dell'Astrattismo Classico, firmato da Vinicio Berti, Bruno Brunetti, Alvaro Monnini, Gualtiero Nativi e Mario Nuti, redatto dal filosofo Ermanno Migliorini.

## Correlazioni storiche
Negli anni dell'immediato dopoguerra, col risveglio di tutte le componenti della società italiana il dibattito sulle arti visive riprende con forza ed entrano prepotentemente in campo anche i nuovi orientamenti
Nel 1946 nasce la Nuova Secessione Artistica Italiana (artisti milanesi e veneti) ribattezzato nel 1947 da Renato Guttuso in Fronte Nuovo delle Arti, dove convivono due anime, una figurativa che darà vita al Neorealismo socialista e l'altra trasgressivamente astratta. Nel 1948 nasce a Milano Il MAC (Movimento Arte Concreta) con Atanasio Soldati, Bruno Munari, Gianni Monnet, Gillo Dorfles, il teorico del gruppo che elaborò la definizione di arte come "basata soltanto sulla realizzazione e sull'oggettivazione delle intuizioni dell'artista rese in concrete immagini di forma-colore, lontane da ogni significato simbolico da ogni astrazione formale e mirante a cogliere solo quei ritmi, quelle cadenze, quegli accordi di cui è ricco il mondo dei colori". Il movimento si espande in varie città come Torino, Genova, Firenze.
Vi aderirono anche i giovani artisti romani come Carla Accardi, Piero Dorazio, Achille Perilli, Ugo Attardi e altri che nel 1947 avevano pubblicato, sul primo numero della rivista Forma1, che dette il nome al gruppo, un manifesto abbastanza trasgressivo dove si leggeva tra l'altro "noi ci dichiariamo formalisti e marxisti", si proclamava l'indipendenza e autonomia dell'artista proponendosi, come fine ultimo, di trasformare intimamente e totalmente l'individuo e la società.
La necessità di mettere punti fermi e inequivocabili fa sì che i fiorentini, che già nel 1945 avevano fondato Arte d'Oggi, a seguito di intensi dibattiti nel 1950 firmarono il Manifesto dell'astrattismo classico che li distanziava sia dal MAC che da Forma 1 e in un certo senso ne decretarono il loro isolamento.

## Le premesse dell'astrattismo classico
Nella primavera del ‘45 Nativi, Berti, Brunetti, Farulli, insieme al poeta Caverni, avevano avviato la pubblicazione di Torrente, quindicinale di letteratura e arte, che pur avendo avuto la breve durata di un numero, servì di scambio di idee e fu prodromico alla formazione del gruppo Arte d'Oggi che, all'originaria ispirazione neorealista, viene progressivamente sostituita da composizioni di tipo cubista. Prima mostra 1947 alla Galleria Firenze (assente Nativi).
Nel corso del '47 si stabilirono rapporti con i vari centri dell'astrazione italiana, particolarmente con Forma 1 di Roma e nel '48 esposero tutti alla mostra romana Arte Astratta in Italia.
La seconda mostra di Arte d'Oggi fu allestita nel marzo 1948 alla quale parteciparono tutti i componenti di Forma 1 compreso Guttuso. Nel maggio 1948 Arte d'Oggi viene ospitata alla Galleria Bergamini di Milano presenti Berti, Brunetti, Monnini, Bozzolini e Parmisari.
Nel 1949 i quattro d'Arte d'Oggi tengono una collettiva dal titolo Pittura Concreta a Milano, (libreria Salto), e prendono contatto col neonato gruppo MAC.
Nel 1949 alla Strozzina di Firenze la terza mostra di Arte d'Oggi, presenti quasi tutte le correnti dell'Astrattismo italiano e rappresentanze europee fra cui: Accardi, Attardi, Afro Basaldella, Bertini, Birolli, Bordoni, Bozzolini, Cagli, Davico, Dorazio, Dorfles, Farulli, Fontana, Garau, Guerrini, Maugeri, Monnet, Moreni, Moratti, Morlotti, Munari, Perilli, Pizzinato, Sanfilippo, Soldati, Turcato, Vedova, Veronesi, Viani e tra le rappresentanze straniere da citare Vasarely.
Le diatribe di Cesare Brandi sulla fine dell'Avanguardia e dell'Astrattismo condizionarono, tra altre situazioni, non ultima l'incomprensione totale dei dirigenti del PCI, gli Astrattisti fiorentini che non parteciparono alla XXV Biennale di Venezia.

## Etica dell'Astrattismo Classico
Rifiutato l'invito alla Biennale di Venezia, gli astrattisti fiorentini divulgano nell'estate del 1950, redatto dal filosofo Ermanno Migliorini, il “Manifesto dell'Astrattismo Classico” a firma di Gualtiero Nativi, Vinicio Berti, Alvaro Monnini, Bruno Brunetti e Mario Nuti già presente nel gruppo dal 1948. Nel 1951 il Gruppo era già sciolto, e tutti i firmatari iniziarono un percorso individuale pur restando in sostanza fedeli ai concetti che li aveva uniti. “Astrattismo Classico” fu un movimento che ebbe un effetto dirompente sulla cultura pittorica fiorentina, molti giovani tennero conto del loro esempio di rottura dagli schemi. Ne è prova quello che si indica come il secondo astrattismo fiorentino dai primi anni sessanta, dal raggruppamento “Segno Rosso” 1964 (tra i fondatori anche Vinicio Berti), alle verifiche di un gruppo di artisti che si riunirono presso lo “Studio d'Arte il Moro” 1970, fino al manifesto di “Morfologia Costruttiva” del 1972.
Il manifesto dell'Astrattismo classico è un documento fortemente ispirato alle istanze della sinistra e ipotizza un artista impegnato alla costruzione di una nuova società, che inciti i componenti di questa a mettersi in gioco in prima persona nella costruzione di un'etica diversa che ne tracci i principi fondanti. Vi si afferma inoltre: l'arte non è teoria ma prassi, il fruitore ne registra il fatto, l'artista interviene sulla realtà, la modifica ed è il responsabile di questo intervento.
I più grandi movimenti artistici pittorici degli inizi del ventesimo secolo, riassume il manifesto, si sono sempre presentati in maniera interventista e attivista, connotati però da una vis distruttiva, distruzione dell'oggetto e della forma. L'Astrattismo Classico rifiuta tutto questo, parlando di fine della volontà di distruzione dell'oggetto e ipotizzando un intervento “attivo e costruttivo”, impegnandosi a “chiarire per mezzo della vita alcuni problemi dell'arte, e non viceversa”. Forte è stato il desiderio di porre la loro fiorentinità sul piano europeo, che li impegnasse non più ad interpretare, ma ad intervenire nella realtà.
Il manifesto continua, come aveva sostenuto Argan: l'arte, dall'impressionismo in poi, non è più manifestazione, ma fatto concreto. È merito infatti degli impressionisti avere attivato una frattura con il loro intervento contro l'oggetto.
Il neorealismo, il cubismo, i fauves, l'espressionismo,  Meta surrealismo, non riescono a costituirsi linguaggi per l'esigenza stringente di dare un contenuto, ne scapita l'espressione, lasciando latente il problema pittorico. Fin dal 1947, ivi si dichiara infine, gli Astrattisti Classici si pongono su di una nuova strada: “esaurita l'esperienza distruttiva, dovevamo ricominciare da capo, tracciare di nuovo sinceramente una linea”.